# NGC 7235
NGC 7235 è un piccolo e giovane ammasso aperto visibile nella costellazione di Cefeo.

## Osservazione

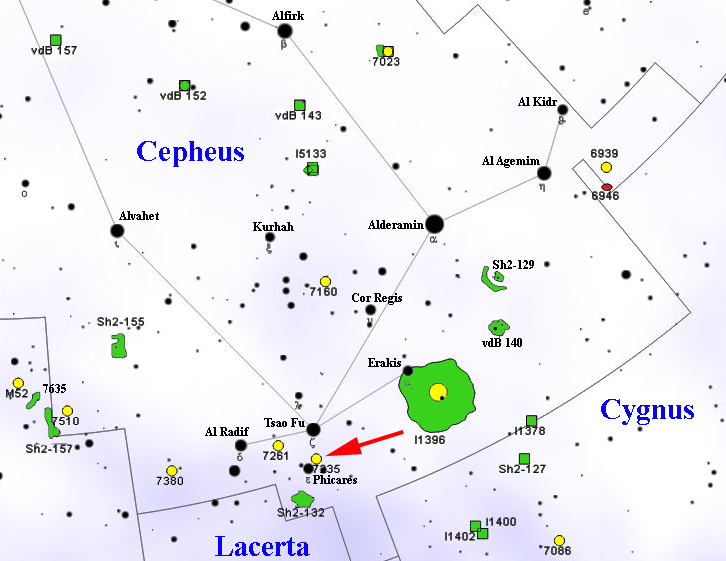
Mappa per individuare NGC 7235.

Si individua circa 1 grado a sud della stella ζ Cephei e a soli 25' da ε Cephei, in direzione dell'equatore galattico; può essere individuato anche con un binocolo 10x50, anche se con difficoltà, ma la sua risoluzione è impossibile a causa delle sue ridotte dimensioni. Appare in un telescopio da 120mm di apertura come un gruppetto di una decina di stelle, la più brillante delle quali è una gigante gialla di magnitudine 8,9; con strumenti da 200mm è un oggetto ampio e completamente risolto a ingrandimenti piuttosto spinti.
La declinazione fortemente settentrionale di quest'ammasso favorisce notevolmente gli osservatori dell'emisfero nord, da cui si presenta circumpolare fino alle basse latitudini; dall'emisfero australe d'altra parte resta piuttosto basso e non è neppure osservabile dalle latitudini lontane dalla zona tropicale. Il periodo migliore per la sua osservazione nel cielo serale è quello compreso fra giugno e novembre.

## Storia delle osservazioni
NGC 7235 venne individuato per la prima volta da John Herschel nel 1830, assieme a numerosi altri oggetti circostanti, attraverso il telescopio riflettore da 18,7 pollici che era appartenuto a suo padre William; egli lo inserì nel General Catalogue of Nebulae and Clusters col numero 2154.

## Caratteristiche
NGC 7235 è un ammasso situato alla distanza di circa 2823 parsec (9200 anni luce) in una zona galattica facente parte del Braccio di Perseo, assieme ad alcune associazioni OB fra le quali però non è compresa Cepheus OB2, la quale nonostante si trovi nella sua direzione è situata in realtà molto in primo piano, a circa 800 parsec.
Si tratta di un oggetto molto giovane, con un'età che può essere stimata attorno agli 11 milioni di anni o forse anche inferiore; comprende diverse stelle massicce, fra le quali spicca una supergigante blu di classe spettrale A1Ia o B8Ia. Studi incentrati sulla determinazione di stelle variabili fra le sue componenti più massicce hanno permesso di individuare una decina di stelle con variazioni; fra queste vi è una supergigante blu simile a Deneb e una variabile Beta Cephei, quest'ultima la stella più luminosa dell'ammasso.